# الجامعة الفدرالية في بيرنامبوكو
جامعة بيرنامبوكو الفيدرالية (بالبرتغالية: Universidade Federal de Pernambuco‏) وتُختصر UFPE هي جامعة عامة في ريسيفي، البرازيل، تأسست عام 1946. يوجد في الجامعة 70 دورة جامعية و175 دورة للدراسات العليا. اعتبارًا من 2007، كان لدى الجامعة 35000 طالب و2000 أستاذ. يوجد بالجامعة ثلاثة أحرم جامعية: ريسيفي وفيتوريا دي سانتو أنتاو وكاروارو. يقع الحرم الجامعي الرئيسي في غرب ريسيفي، في حي سيداد يونيفرستاريا. تقع مدرسة ريسيفي للحقوق، التي تأسست عام 1827، وسط المدينة.
تم تصنيف الجامعة بين أفضل الجامعات البرازيلية، حيث احتلت المرتبة التاسعة في البلاد من حيث الحجم والإنتاج العلمي، والسابع بين الجامعات الحكومية الفيدرالية. يعد مركز الجامعة للعلوم الدقيقة والطبيعية دائمًا الأقوى في إنتاج البحوث في الجامعة.
انتخبت الجامعة مرتين أفضل جامعة في شمال وشمال شرق البرازيل من قبل غويا دو إستودانت وبانكو ريال (بنك ايه بي ان امرو).

## التاريخ
يمكن اعتبار مدرسة أوليندا لاو مقدمة الجامعة. تم إنشاؤها بواسطة إمبراطور البرازيل بيدرو الأول جنبًا إلى جنب مع كلية الحقوق بجامعة ساو باولو، التي تأسست في نفس اليوم. بعد ذلك تم نقلها إلى ريسيفي. في عام 1895 بدأت كلية الهندسة في بيرنامبوكو في العمل أيضًا. أصبحت هذه الكليات / المدارس المجانية، وتلك الخاصة بالطب (1927)، وغيرها من المدارس، الدورات الأساسية لتشكيل الجامعة.
في 11 أغسطس 1946، تم إنشاء جامعة ريسيفي، وهي واحدة من أولى المراكز الجامعية في شمال وشمال شرق البرازيل.
في عام 1948 بدأ بناء حرم الجامعة. بدأ النقاش حول موقع البناء قبل ذلك بعام. بين الأماكن المدروسة كانت تضاريس في أحياء جوانا بيزيرا، سانتو أمارو وإيبورا، منطقة كلية الحقوق، في مركز ريسيفي؛ والكثير في فارزيا، وهو نفس المكان الذي كان يعمل فيه إنجينهو دو ميو من قبل وحيث تقع الجامعة في الوقت الحاضر. تم هذا الاختيار في وظيفة مشروع لبناء شارع في المكان. كما تم النظر في الظروف المناخية والتضاريس.
أثبتت الموارد المقدمة في الاستحواذ على حرم الجامعة وتنفيذه من حكومة الولاية، التي خصصت 0،10% من ضرائب البيع والإرساليات لتنوير المشروع. كانت المباني الأولى التي تم تشييدها في الحرم الجامعي مساحة مخصصة لتربية الحيوانات، والتي كانت تقع في السابق في المنطقة التي يوجد بها في الوقت الحاضر قسم التغذية ومركز العلوم الصحية. تم وضع تصور المشروع المعماري للحرم الجامعي من قبل مهندس معماري فنزويلي يدعى ماريو روسو.
في عام 1965، أصبحت جامعة ريسيفي الجامعة الفيدرالية في بيرنامبوكو (UFPE).

## حرمالجامعة

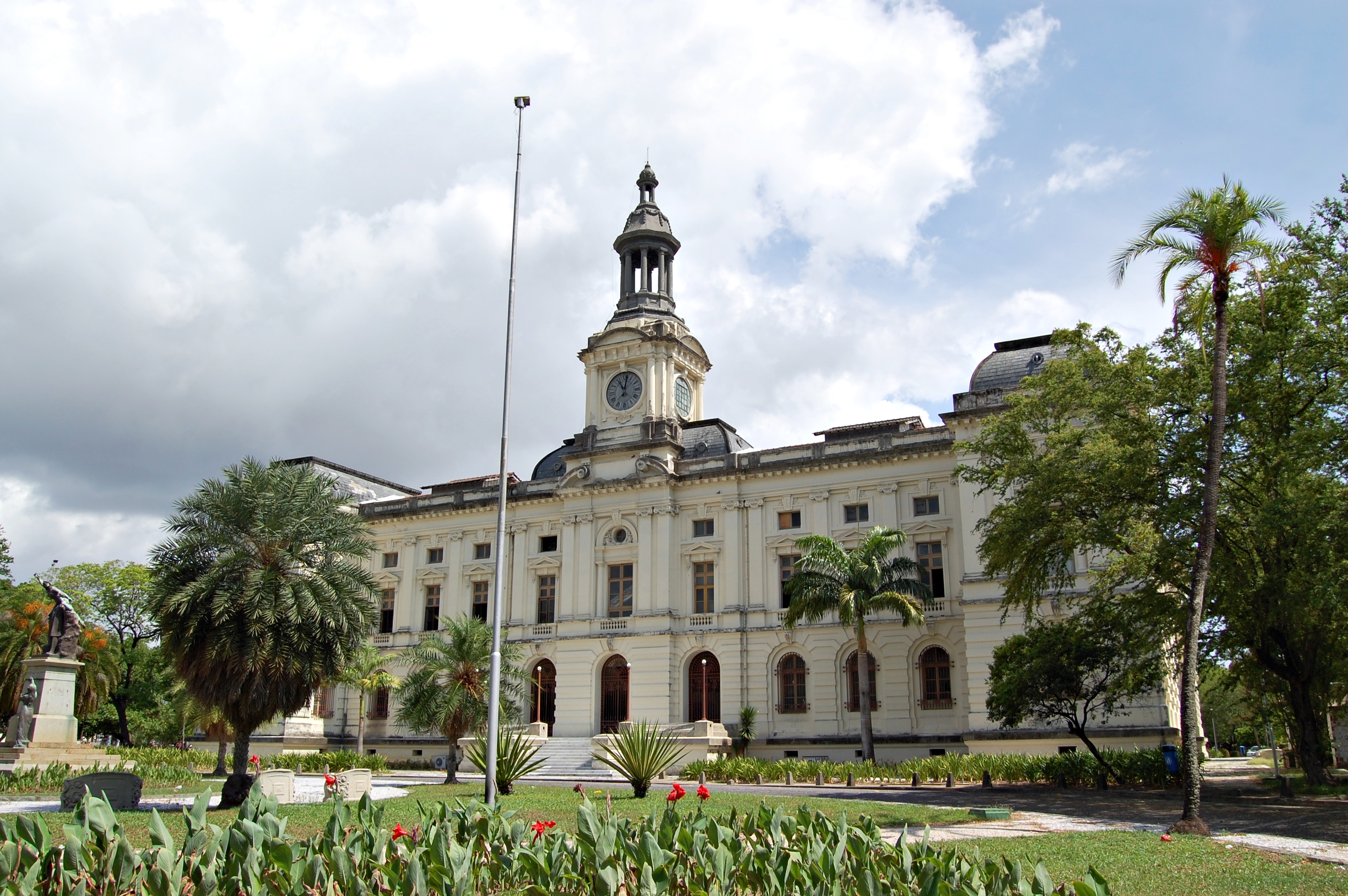
كلية الحقوق بالجامعة الفيدرالية في بيرنامبوكو

### الحرم الجامعي ريتور جواكيم أمازوناس (ريسيفي)
لدى الجامعة حرم جامعي للأبحاث في سيداد يونيفرستاريا (المنطقة الغربية من ريسيفي) بمساحة 149 هكتارًا.
تقع الإدارة المركزية في الحرم الجامعي جنبًا إلى جنب مع تسعة من المراكز الأكاديمية العشرة التي يقع مقرها الرئيسي في ريسيفي، وسبعة وستون قسمًا، والمكتبة المركزية، وعشر مكتبات قطاعية، ومركز تكنولوجيا المعلومات، وناشر الجامعة، ومركز التربية البدنية والرياضة، ومركز الضيافة والسياحة، ومختبر أمراض المناعة لكيزو أزامي، ومستشفى داس كلينيكاس.
يقع مركز العلوم القانونية ومركز الممارسات القانونية ومركز التعليم المستمر ومركز الإذاعة والتلفزيون والنصب التذكاري للطب في بيرنامبوكو ومركز بنفيكا الثقافي في مركز ريسيفي.

### حرم كاروارو
المقر الرئيسي للمركز الأكاديمي في أغريستي الذي كان يعمل مؤقتًا في سنواته الأولى في البولو التجاري في كاروارو، يضم فصولًا دراسية ومكتبة ومختبر معلوماتية وتنسيق الدورات.
في عام 2009 نقل المركز الأكاديمي في أغريستي جميع أنشطته إلى الحرم الجامعي النهائي.
الدورات
يقدم المركز الأكاديمي في أغريستي 11 دورة.
- إدارة الأعمال والإدارة.
- العلوم الاقتصادية.
- الصميم.
- التواصل الاجتماعي.
- هلندسة مالدنية.
- هندسة الإنتاج.
- الفيزياء (إجازة).
- الدواء.
- الكيمياء (إجازة).
- أصول التربية.

### حرم فيتوريا
يعمل المركز الأكاديمي في فيتوريا ومقره فيتوريا دي سانتو أنتاو، في منشآت تبرعت بها دار البلدية، وهو مبنى قديم من عام 1927، كان يضم مستشفى ومدرسة زراعية، مقسمة إلى ثلاث كتل: مبنى إداري (تابوكاس) ومبنيين مخصصين للتعليم (بيريتوبا وبيلا فيستا).
الدورات
- العلوم البيولوجية (إجازة).
- التربية البدنية (ليسانس وبكالوريوس).
- التمريض.
- الغذية.
- الصحة الجماعية.

## برامج البكالوريوس والدراسات العليا
تقدم الجامعة أكثر من 90 برنامجًا جامعيًا و198 برنامجًا للدراسات العليا، مع حوالي 40.000 طالب و2000 أستاذ.
تم إنشاء برامج الدراسات العليا الأولى في الجامعة الفدرالية في بيرنامبوكو في عام 1967. منذ ذلك الحين، كان هناك تطور كمي ونوعي. من أصل أربع درجات ماجستير أولية (الرياضيات والكيمياء الحيوية والاقتصاد وعلم الاجتماع)، تمتلك الجامعة حاليًا 71 و45 درجة دكتوراه و64 برنامجًا متخصصًا في مجالات العلوم الإنسانية والآداب والفنون؛ التكنولوجيا والعلوم الدقيقة والطبيعية والعلوم البيولوجية والعلوم الصحية.

## هيكلية الجامعة
تنقسم الجامعة إلى مراكز، حيث توجد الأقسام، مع وجود أجهزة تكميلية للدعم الإداري والثقافي والأكاديمي.

### المراكز
| المراكز                                  | الإدارات |
| ---------------------------------------- | --- |
| المركز الأكاديمي لأغريستي                | - مركز التصميم - مركز الإدارة - مركز المعلمين - مركز التكنولوجيا |
| الفنون والاتصالات                        | - بنيان - علوم المعلومات - الاتصالات الاجتماعية - التصميم - التعبير الرسومي - المؤلفات - الموسيقى - نظرية الفن والتعبير الفني - السينما والمرئيات السمعية - الفنون البصرية - اللغات |
| المركز الأكاديمي لفيتوريا                | - مركز التمريض - مركز التغذية - مركز ليسانس العلوم البيولوجية - مركز التربية البدنية والرياضة - مركز البحوث والإرشاد |
| العلوم البيولوجية                        | - المضادات الحيوية - علم التشريح البشري - الفيزياء الحيوية والبيولوجيا الإشعاعية - الكيمياء الحيوية - علم النبات - علم وظائف الأعضاء وعلم الأدوية - علم الوراثة - علم الأنسجة وعلم الأجنة - علم الفطريات - علم الحيوان |
| العلوم الدقيقة والطبيعية                 | - الإحصائيات - الفيزياء - الرياضيات - الكيمياء الأساسية |
| العلوم القانونية (كلية الحقوق في ريسيفي) | - القانون العام والقانون الإجرائي - القانون العام المتخصص - النظرية العامة للقانون والقانون الخاص |
| العلوم الاجتماعية التطبيقية              | - إدارة الأعمال والإدارة - المحاسبة - العلوم الاكتوارية - الاقتصاد - الضيافة والسياحة - السكرتارية - الخدمات الاجتماعية |
| العلوم الصحية                            | - العلوم الصيدلانية - الجراحة - طب الأسنان - التعليم الجسدي - التمريض - السمعيات - العلاج الطبيعي - الدواء - العصبية - التغذية - علم الأمراض - العلاج بالممارسة |
| التعليم                                  | - إدارة المدرسة والتخطيط التربوي - أساسيات التربية الاجتماعية الفلسفية - طرائق وتقنيات التدريس - علم النفس والتدريب التربوي |
| الفلسفة والعلوم الإنسانية                | - الجغرافية - العلوم السياسية - العلوم الاجتماعية - الفلسفة - التاريخ - علم النفس |
| المعلوماتية                              | - هندسة الحاسوب - علوم الكمبيوتر - نظم المعلومات |
| التكنولوجيا وعلوم الأرض                  | - الهندسة الطبية الحيوية - هندسة الخرائط - الهندسة المدنية - الهندسة الغذائية - هندسة الطاقة - هندسة المناجم - هندسة الإنتاج - الهندسة الكهربائية - الهندسة الإلكترونية - هندسة الأتمتة والتحكم - هندسة المواد - الهندسة البحرية - الهندسة الكيميائية - الهندسة الميكانيكية - الجيولوجيا - علم المحيطات - الكيمياء الصناعية |

## روابط خارجية
- بوابة اللغة الإنجليزية UFPE
- مركز التكنولوجيا وعلوم الأرض في UFPE باللغة البرتغالية
- مركز العلوم البيولوجية في UFPE باللغة البرتغالية
- مركز المعلوماتية في UFPE باللغة البرتغالية
- قسم الفيزياء في UFPE باللغة البرتغالية
- فصول العلوم الرياضية للطلبة الجامعيين من UFPE باللغة البرتغالية